# Torneo Interbritannico 1973
Il Torneo Interbritannico 1973 fu la settantasettesima edizione del torneo di calcio conteso tra le Home Nations dell'arcipelago britannico. Anche quest'anno, come nell'anno precedente, non fu disputata nessuna partita in Irlanda a causa del Bloody Sunday. Il torneo fu vinto dall'Inghilterra. 

## Risultati
| Data           | Luogo     | Squadra 1        | Risultato | Squadra 2        |
| -------------- | --------- | ---------------- | --------- | ---------------- |
| 12 maggio 1973 | Wrexham   | Galles           | 0 - 2     | Scozia           |
| 12 maggio 1973 | Liverpool | Irlanda del Nord | 1 - 2     | Inghilterra      |
| 15 maggio 1973 | Londra    | Inghilterra      | 3 - 0     | Galles           |
| 16 maggio 1973 | Glasgow   | Scozia           | 1 - 2     | Irlanda del Nord |
| 19 maggio 1973 | Liverpool | Irlanda del Nord | 1 - 0     | Galles           |
| 19 maggio 1973 | Londra    | Inghilterra      | 1 - 0     | Scozia           |

## Classifica
| Pos | Squadra          | Pti | G | V | N | P | GF | GS |
| --- | ---------------- | --- | - | - | - | - | -- | -- |
| 1   | Inghilterra      | 6   | 3 | 3 | 0 | 0 | 6  | 1  |
| 2   | Irlanda del Nord | 4   | 3 | 2 | 0 | 1 | 4  | 3  |
| 3   | Scozia           | 2   | 3 | 1 | 0 | 2 | 3  | 3  |
| 4   | Galles           | 0   | 3 | 0 | 0 | 3 | 0  | 6  |

## Vincitore
| Campione 1973 Inghilterra |